# بهاماتازانا ، تزیروآنوماندیدی
بهاماتازانا (به لاتین: Bemahatazana) یک منطقهٔ مسکونی در ماداگاسکار است که در تزیروآنوماندیدی (بخش) واقع شده‌است.
 بهاماتازانا  ۱۸٬۰۰۰ نفر جمعیت دارد و ۶۷۸ متر بالاتر از سطح دریا واقع شده‌است.